# Viktor Georgijev
Viktor Georgijev (russisk: Ви́ктор Миха́йлович Гео́ргиев) (født 8. januar 1937 i Novorossijsk i Sovjetunionen, død 10. juni 2010 i Moskva i Rusland) var en sovjetisk filminstruktør og manuskriptforfatter.
Georgijev debuterede i 1967 som spillefilminstruktør som 30-årig med filmen Silnyje dukhom (da: Stærk i troen), der blev en stor succes i Sovjetunionen, hvor den i løbet af to år solgte 55,2 mio. billetter, svarende til at en fjerdedel af befolkningen så filmen i biografen. Filmen var tillige en kritikersucces.
Viktor Georgijev blev i 1981 optaget i Sovjetunionens forening af Filminstruktører.
Viktor Georgiev døde den 10. juni 2010 i Moskva.

## Filmografi
- Silnyje dukhom (Сильные духом, [1][2] da.: Stærk i troen) (1967)
- Kremljovskie kuranty (Кремлёвские куранты, da.: Kremls klokker) (1970)
- Bolsjoj attraktsion (Большой аттракцион, da.: En stor attraktion) (1974)
- Idealnyj muzj (Идеальный муж, 1980) (da.: Den perfekte mand)	(1980)
- U opasnoj tjerty (У опасной черты, da.: Ved farelinjen)	(1983)
- Sjelanie Ljubvi (Желание любви, da.: Ønsket om kærlighed	(1993)